# Sébastien Humbert (1750-1835)
Pour les articles homonymes, voir Humbert.
Sébastien Humbert est un homme politique français né le 3 avril 1750 à Bar-le-Duc (Meuse) et décédé le 26 novembre 1835 au même lieu.

## Biographie
Homme loi, il est administrateur du directoire du district de Bar-le-Duc lorsqu'il est élu député de la Meuse à la Convention. Il siège avec les modérés et vote la réclusion de Louis XVI. Il passe au Conseil des Cinq-Cents le 21 vendémiaire an IV puis est nommé, en 1798, commissaire du gouvernement près la trésorerie nationale. Il est ensuite directeur des contributions de la Meuse.

## Sources
- Ressources relatives à la vie publique :   - base Léonore
  - Base Sycomore
- « Sébastien Humbert (1750-1835) », dans Adolphe Robert et Gaston Cougny, Dictionnaire des parlementaires français, Edgar Bourloton, 1889-1891 [détail de l’édition]